# IC 1951
IC 1951 — галактика типу Sbc (компактна витягнута спіральна галактика) у сузір'ї Годинник.
Цей об'єкт міститься в оригінальній редакції індексного каталогу.